# Canton de Château-Renard
Ne doit pas être confondu avec Canton de Châteaurenard.
Le canton de Château-Renard est une division administrative française du département du Loiret en région Centre-Val de Loire.
Le canton de Château-Renard était nommé, avant le 19 novembre 1998, canton de Châteaurenard, la commune chef-lieu ayant été renommée par décret du 16 novembre précédent.

## Histoire
Le canton est créé le 10 février 1790 sous la Révolution française. Il est alors inclus dans le district de Montargis.

## Représentation

### Liste des conseillers généraux successifs (1833 à 2015)
| Période                                  | Période                | Identité                          | Étiquette     | Qualité |
| ---------------------------------------- | ---------------------- | --------------------------------- | ------------- | --- |
| 1833                                     | 1836 (démission)       | François Claude Chaud (1774-1841) |               | Lieutenant-colonel Maire de Saint-Firmin-des-Bois                                                                   |
| 1836                                     | septembre 1836 (décès) | Agathon Jean François Fain        |               | Maître des requêtes au Conseil d'État Secrétaire du cabinet de l'Empereur Napoléon Ier Député du Loiret (1834-1836) |
| 1836                                     | 1848                   | Étienne Bailly                    |               | Propriétaire Maire de Châteaurenard (?-?)                                                                           |
| 1848                                     | 1867                   | Louis Nicolas Petit               |               | Avocat, puis Juge de paix Maire de Châteaurenard (?-?)                                                              |
| 1867                                     | 1871                   | Charles Louis Auguste Noblet      |               | Propriétaire Maire de Châteaurenard (?-?)                                                                           |
| 1871                                     | 1892 (décès)           | Prosper Roulx (1826-1892)         | Républicain   | Propriétaire Maire de Châteaurenard (?-?)                                                                           |
| 31 juillet 1892                          | 1904                   | Frédéric Bouhebent (1847-1921)    | Républicain   | Officier de réserve, propriétaire Conseiller municipal de Chuelles, conseiller d'arrondissement                     |
| 31 juillet 1904                          | 1928                   | Charles Roux                      | Républicain   | Agriculteur Maire de Château-Renard (?-?) Député du Loiret (1919-1928)                                              |
| 1928                                     | 1939 (décès)           | Léon Vassord (1867-1939)          | Rad.          | Instituteur Maire de Saint-Germain-des-Prés (?-?)                                                                   |
| 1939                                     | 1940                   | Théophile Clément                 | Rad.          | Cultivateur Conseiller d'arrondissement Maire de Saint-Firmin-des-Bois (?-?) Mandat interrompu en 1940.             |
|                                          |                        | Seconde Guerre mondiale           |               | |
| 1945                                     | 1949                   | Robert Salmon (1897-1960)         | DVG           | Médecin à Châteaurenard                                                                                             |
| 1949                                     | 1961                   | Maurice Granddidier               | SFIO puis DVG | Principal de collège honoraire, maire de Châteaurenard                                                              |
| 1961                                     | 1967                   | Jean Bernard                      | DVD           | Maire de Châteaurenard (?-?)                                                                                        |
| 1967                                     | 1979                   | Pierre Belleteste                 | DVG puis DVD  | Industriel à Orléans                                                                                                |
| 1979                                     | 2005 (annulation)      | Jean-Charles Paré                 | RPR puis UMP  | Directeur commercial Maire de Château-Renard (?-2008)                                                               |
| 2005                                     | 2015                   | Michel Raigneau                   | DVD           | Coiffeur Maire de Triguères (?-?)                                                                                   |
| Les données manquantes sont à compléter. |                        |                                   |               | |

### Conseillers d'arrondissement (de 1833 à 1940)
Le canton de Château-Renard avait deux conseillers d'arrondissement jusqu'en 1919.
| Période                                  | Période | Identité                                  | Étiquette   | Qualité |
| ---------------------------------------- | ------- | ----------------------------------------- | ----------- | --- |
| 1833                                     | 1836    | Nicolas Jean Baptiste Dutard (1787-1843)  |             | Notaire, adjoint au maire de Chuelles                                                                       |
| 1833                                     | 1836    | M. Laplaigne-Desvaillants (des Vaillants) |             | Ancien lieutenant-colonel, maire de Melleroy                                                                |
|                                          |         |                                           |             | |
| 1848                                     |         | M. Aubron                                 |             | Adjoint au maire de Châteaurenard                                                                           |
| 1848                                     |         | Auguste Deflou                            |             | |
|                                          |         |                                           |             | |
| 1877                                     |         | Abel Chartan                              |             | Notaire à Châteaurenard                                                                                     |
| 1877                                     | 1892    | Frédéric Bouhébent                        | Républicain | Militaire, propriétaire à Chuelles                                                                          |
|                                          |         |                                           |             | |
| 1919                                     |         | Sébastien Lavy                            | Radical     | Ancien adjoint au maire d'Amilly                                                                            |
| 1931                                     | 1939    | Théophile Clément                         | Radical     | Cultivateur, maire de Saint-Firmin-des-Bois                                                                 |
| 1940                                     |         |                                           |             | Les conseils d'arrondissement ont été suspendus par la loi du 12 octobre 1940 et n'ont jamais été réactivés |
| Les données manquantes sont à compléter. |         |                                           |             | |

### Résultats électoraux détaillés
- Élections cantonales de 2004 : Jean-Charles Paré   (UMP) est élu au 2e tour avec 45,28 % des suffrages exprimés, devant Yvette Vollet   (PS) (36,94 %) et Françoise Dubois (FN) (17,79 %). Le taux de participation est de 66,4 % (4 920 votants sur 7 410 inscrits)[3].
- Élections cantonales de 2011 : Michel Raigneau   (Divers droite) est élu au 2e tour avec 69,45 % des suffrages exprimés, devant Aurore Dubois (FN) (30,55 %). Le taux de participation est de 49,29 % (3 756 votants sur 7 620 inscrits)[4].

## Géographie

### Composition
Le canton de Château-Renard, d'une superficie de 266 km2, est composé de dix communes.
| Nom                    | Code Insee | Intercommunalité                       | Superficie (km2) | Population (dernière pop. légale) | Densité (hab./km2) |
| ---------------------- | ---------- | -------------------------------------- | ---------------- | --------------------------------- | ------------------ |
| Château-Renard         | 45083      | CC de la Cléry, du Betz et de l'Ouanne | 40,34            | 2 229 (2014)                      | 55                 |
| Chuelles               | 45097      | CC de la Cléry, du Betz et de l'Ouanne | 30,82            | 1 177 (2014)                      | 38                 |
| Douchy                 | 45129      | CC de la Cléry, du Betz et de l'Ouanne | 23,51            | 1 047 (2013)                      | 45                 |
| Gy-les-Nonains         | 45165      | CC de la Cléry, du Betz et de l'Ouanne | 20,13            | 651 (2014)                        | 32                 |
| Melleroy               | 45199      | CC de la Cléry, du Betz et de l'Ouanne | 24,23            | 507 (2014)                        | 21                 |
| Montcorbon             | 45211      | CC de la Cléry, du Betz et de l'Ouanne | 26,61            | 463 (2013)                        | 17                 |
| Saint-Firmin-des-Bois  | 45275      | CC de la Cléry, du Betz et de l'Ouanne | 19,05            | 489 (2014)                        | 26                 |
| Saint-Germain-des-Prés | 45279      | CC de la Cléry, du Betz et de l'Ouanne | 26,18            | 1 892 (2014)                      | 72                 |
| La Selle-en-Hermoy     | 45306      | CC de la Cléry, du Betz et de l'Ouanne | 19,56            | 829 (2014)                        | 42                 |
| Triguères              | 45329      | CC de la Cléry, du Betz et de l'Ouanne | 35,78            | 1 338 (2014)                      | 37                 |

### Démographie

#### Évolution démographique
En 2012, le canton comptait 10 607 habitants.
| 1999  | 2006   | 2011   | 2012   |
| ----- | ------ | ------ | ------ |
| 9 692 | 10 412 | 10 577 | 10 607 |

#### Âge de la population
La pyramide des âges, à savoir la répartition par sexe et âge de la population, du canton de Château-Renard en 2009 ainsi que, comparativement, celle du département du Loiret la même année sont représentées avec les graphiques ci-dessous. La population du canton comporte 49,7 % d'hommes et 50,3 % de femmes. Elle présente en 2009 une structure par grands groupes d'âge légèrement plus âgée que celle de la France métropolitaine. Il existe en effet 84 jeunes de moins de 20 ans pour cent personnes de plus de 60 ans, alors que pour la France l'indice de jeunesse, qui est égal à la division de la part des moins de 20 ans par la part des plus de 60 ans, est de 1,06. L'indice de jeunesse du canton est également inférieur à celui  du département (1,1) et à celui de la région (0,95).
| Hommes | Classe d’âge | Femmes |
| ------ | ------------ | ------ |
| 0,4    | 90 ans ou +  | 1,2    |
| 9,3    | 75 à 89 ans  | 11,2   |
| 16,4   | 60 à 74 ans  | 16,9   |
| 21,7   | 45 à 59 ans  | 21,0   |
| 19,6   | 30 à 44 ans  | 18,4   |
| 14,8   | 15 à 29 ans  | 13,7   |
| 17,9   | 0 à 14 ans   | 17,6   |

| Hommes | Classe d’âge | Femmes |
| ------ | ------------ | ------ |
| 0,4    | 90 ans ou +  | 1,1    |
| 6,6    | 75 à 89 ans  | 9,5    |
| 13,4   | 60 à 74 ans  | 13,9   |
| 20,1   | 45 à 59 ans  | 20,0   |
| 20,3   | 30 à 44 ans  | 19,5   |
| 19,3   | 15 à 29 ans  | 17,7   |
| 19,9   | 0 à 14 ans   | 18,2   |

### Statistiques
|    | Labours | Labours | Prés | Prés | Vignes | Vignes | Bois | Bois | Divers | Divers | Total |
| -- | ------- | ------- | ---- | ---- | ------ | ------ | ---- | ---- | ------ | ------ | ----- |
| ha | %       | ha      | %    | ha   | %      | ha     | %    | ha   | %      | ha     |       |
|    |         |         |      |      |        |        |      |      |        |        |       |